# Ераст Гуцуляк
Ера́ст Гуцуля́к (3 грудня 1930, Рівне — 2 березня 2013, Торонто) — канадський підприємець, громадський діяч і меценат українського походження. Президент компанії «Medical Pharmacies Group». Засновник Канадського фонду «Дітям Чорнобиля» та голова відділу Конґресу Українців Канади в місті Ошава (1966; 1973—1974), член Ліги українських меценатів. Радник Прем'єр-міністра України (1993). Почесний консул України в Канаді (2004—2013).

## Біографія
Ераст Гуцуляк народився 3 грудня 1930 року в Рівному в родині українського історика та географа Михайла Гуцуляка.
Навчався у Рівненській гімназії. З 1945 по 1948 зі сім'єю перебував у таборах для переміщених осіб у Карлсфельді (під Мюнхеном) та в Берхтесґадені. Улітку 1948 року емігрував разом з родиною до канадського Ванкувера, де працював на різних роботах: мив бідони в молочниці, патрав курей у ресторані, був кельнером. Батько наполягав на продовженні навчання і згодом Ераст закінчив «King Edward High School» і вступив на фармацевтичний факультет університету Британської Колумбії, який закінчив у 1955 році. Отримавши вищу освіту і взявши в кредит ліки, на зекономлені 500 доларів відкрив першу невелику аптеку у місті Ошава, опісля —другу.
|                                                             | «Ми з другом Степаном Чорпітою вирішили почати бізнес у нашій бурсі. Він «брав у борг» у дядька (про що той не знав) товар — олівці, зошити, блокноти, та інші канцелярські товари, а я внизу свого двоповерхового ліжка відкрив «крамничку». До того ж я скуповував вже читані книги та їх перепродував. Незабаром я так фінансово зміцнів, що сам оплачував своє навчання, за яке батьки інших учнів платили продуктами і грішми » |
| — із книги спогадів Ераста Гуцуляка «Моя дерев'яна валізка» | |

Аптечний бізнес приносив прибутки. Ераст Гуцуляк заснував і став президентом компанії «Medical Pharmacies Group», яка має мережу аптек у Онтаріо і нараховує в у цій провінції понад шістсот працівників. Його компанія вважається однією з найбільших у Канаді за постачанням ліків для будинків, у яких проживають немічні та старі люди. Гуцуляк у 35 років стає мільйонером.

### Громадська діяльність у Канаді
У 1989 році підприємець познайомився з Іваном Драчем, Дмитром Павличком, які були діячами Руху і приїжджали до Канади. Після того, як сам відвідав Україну, повернувшись до Канади, в 1990–1994 роках в умовах утворення незалежної України, Ераст Гуцуляк створює і очолює Канадське Товариство Прихильників Руху. Дане Товариство фінансувало діяльність Народного Руху в Україні. Ераст Гуцуляк був одним із засновників та перших членів ради Фонду «Дітям Чорнобиля» в Канаді.
У 1966 та з 1973 по 1974 рік обіймав посаду голови відділу Конґресу Українців Канади в місті Ошава. Був головою клубу професіоналістів та підприємців м. Ошави та станичним пластової станиці в Торонто.
У 1989 році з ініціативи Ераста Гуцуляка було засновано Катедру Української Культури та Етнографії при Альбертському Університеті з метою збереження досягнень української народної творчості.
10 вересня 1992 року Ераст Гуцуляк придбав за 615 тис. доларів будинок в Оттаві у престижному районі та від імені своєї родини подарував цей будинок Уряду України для того, щоб розмістити в ньому Посольство України в Канаді.
У 1992 році був членом організаційного комітету із підготовки та проведення Всесвітнього форуму українців 21-24 серпня 1992 року в Києві у Палаці культури «Україна».
В 1993 році постановою Кабінету Міністрів України Ераста Гуцуляка було призначено радником Прем'єр-міністра України.
З 2004 року обіймає посаду Почесного Консула України в Канаді.
У 2007 році Ераст Гуцуляк подарував 550 акрів землі в околиці міста Ошави з тим, що цю землю буде перетворено на парк для майбутніх поколінь.

### Меценатство в Україні
Ераст Гуцуляк
У 2008 році за ініціативою Ераста Гуцуляка, Конґрес Українців Канади виділив 100 тис. доларів на відзначення роковин жертв Голодомору 1932-33 років. Ераст Гуцуляк також особисто додав 50 тис. доларів.
Також Гуцуляк спонсорував випуск таких видань як «Словник співаків України» Івана Лисенка та «Дороги долі» Наталії Негребецької .
У 2006 році з метою поширення української мови в Криму, був одним із спонсорів мовно-комп'ютерного конкурсу проведеного Всеукраїнською громадсько-політичною та літературною газетою «Кримська світлиця», яку Ераст передплатив у кожну кримську школу.

#### Спонсорство Острозької академії
Ераст Гуцуляк
Співпраця Ераста Гуцуляка з Національним університетом «Острозька академія» розпочалася у 2006 році з фінансування будівництва нового навчального корпусу академії. До комплексу входить вежа імені Ераста та Ярміли Гуцуляків. Під час візиту до Острозької академії Ераст Гуцуляк зазначив:
|  | В Острозькій академії виховуються люди, які стануть провідниками української нації, визначатимуть її майбутнє у сфері економіки, культури і політики. Я вважаю, що Острозька академія заслуговує на більше не тільки від мене, а й від інших. Я буду закликати заможних людей України ставати меценатами цього навчального закладу. |

За внесок у розбудову Острозької академії подружжя Гуцуляків нагородили відзнаками академії — срібними медалями «Василь-Костянтин Острозький», а також присвоїли звання Почесних академіків Острозького академічного братства.
В травні 2011 року Ераст Гуцуляк знову приїхав до Острозької академії, де проінспектував будівництво гуманітарного корпусу та поспілкувався з студентами та виділив За благодійну діяльність ректор академії Ігор Пасічник вручив меценату найвищу нагороду академії — золоту медаль князя Костянтина Острозького.

#### Меценат Рівненської гімназії
Ераст Гуцуляк також був меценатом Рівненської гімназії № 1, де колись навчався. Коли у 1994 році відродилась Рівненська гімназія, нею було налагоджено тісні стосунки із паном Гуцуляком. З 1995 року він є частим гостем гімназії. Він створив преміальний фонд для щорічного нагородження учнів — переможців олімпіад, конкурсів Рівненської української гімназії. Меценат подарував для гімназії комп'ютерний клас. До шкільної бібліотеки було передано бібліотеку Гуцуляка Михайла Михайловича і названо його іменем.
17 травня 2011 року, перебуваючи на Рівненщині, Ераст Гуцуляк взяв участь у «Святі талантів», яке проводилося в Рівненській українській гімназії. Він вручив преміальні гранти найкращим гімназистам та педагогам та відкрив кабінет географії імені Михайла Гуцуляка у навчальному закладі.

## Особисте життя
В 1954 році Ераст одружився з Лідією Фодчук і мали четверо дітей (Рома, Юрко, Марчик і Христина). Лідія була співачкою оперети. Активно займалась гуманітарними справами чоловіка в Україні. Їм довелось пережити загибель сина Марчика у дворічному віці, а 21 січня 1996 року померла дружина Ліда. Згодом Ераст Гуцуляк одружився вдруге з Ярмілою (Долорес) Букою.

Син Юрій — віцепрезидент Світового конгресу українців, співвласник Medical Pharmacies Group, президент Фонду Гуцуляка.
Своє життя Ераст Гуцуляк описав у книзі спогадів «Моя дерев'яна валізка», яку презентував під час одного з візитів до Острозької академії у 2011 році.

## Нагороди
- Шевченківська медаль (1995; Конґрес Українців Канади)[19];
- Почесна відзнака Президента України (22 серпня 1996) — за багаторічну благодійну діяльність, сприяння розвиткові української культури, освіти, науки[20];
- орден «За заслуги» ІІ ступеня (15 серпня 2001) — за вагомий особистий внесок у піднесення міжнародного авторитету України, зміцнення співробітництва і дружніх зв'язків з історичною Батьківщиною та з нагоди 10-ї річниці незалежності України[21];
- почесний доктор права Альбертського Університету (2001)[19];
- член ордена Канади (2006)[19][22];
- Медаль Діамантового ювілею королеви Єлизавети II (2013)[19];
- Почесна відзнака Міністерства закордонних справ України[23].